# Orthrozanclus
Orthrozanclus – rodzaj wymarłych, kambryjskich zwierząt bezkręgowych żyjących ok. 505 mln lat temu. Odkryto i opisano na podstawie materiału kopalnego dwa gatunki: Orthrozanclus reburrus (2007 r.) i Orthrozanclus elongata (2017 r.).